# Thermonastie

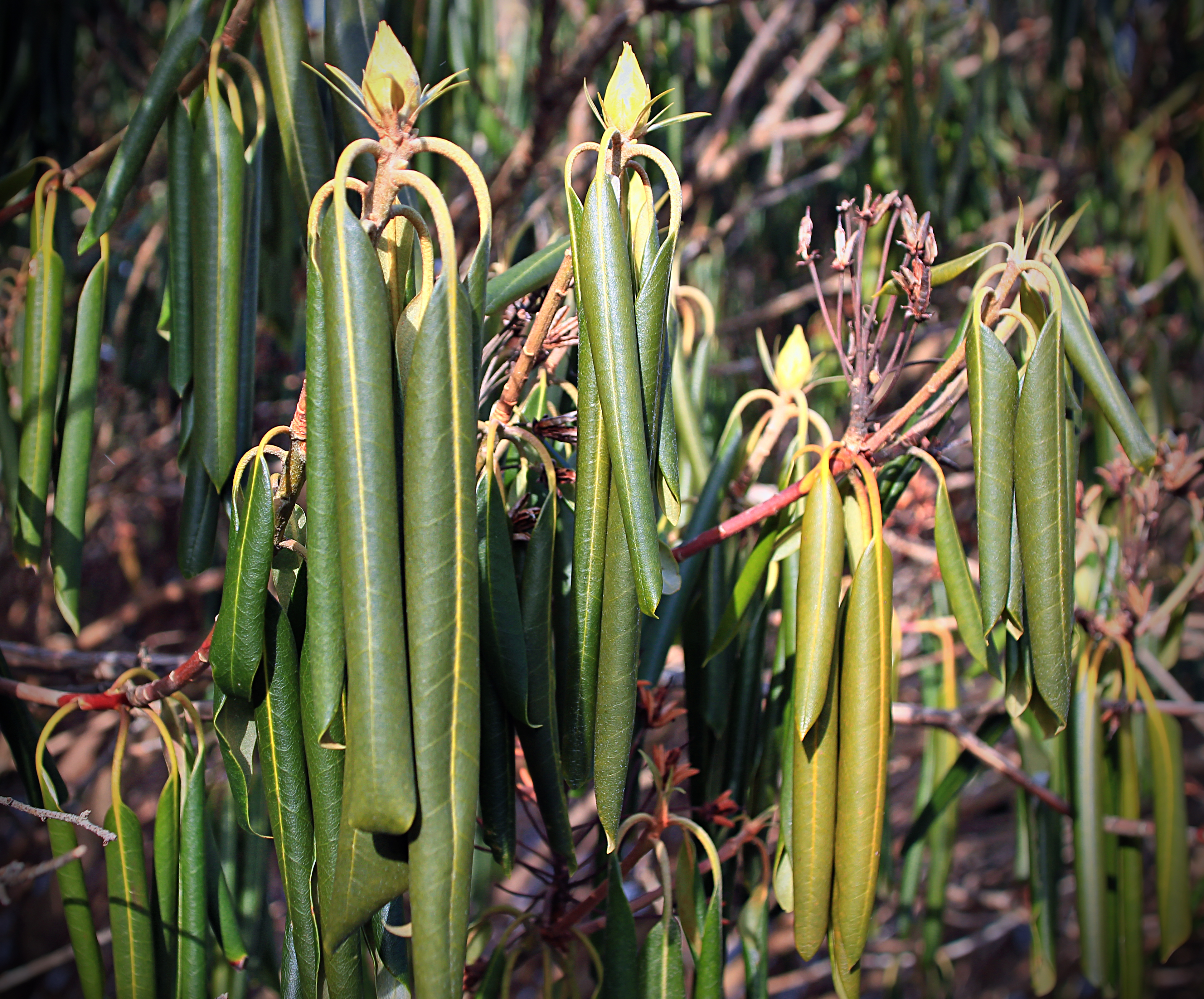
En réponse à des températures froides, ce Rhododendron (sorte de « thermomètre naturel ») montre des mouvements thermonastiques au niveau de ses feuilles qui s'enroulent. Ce moyen de lutte contre un tel stress abiotique évite à la plante de voir l'intégrité de ses canaux membranaires rompue et la déstructuration de ses protéines membranaires (photosystème, chaîne respiratoire et autres systèmes métaboliques).

Chez les plantes, la thermonastie est un type de nastie qui répond aux variations quotidiennes de température. Il correspond souvent à l'ouverture ou la fermeture de la corolle (parfois des tiges, plus rarement des feuilles)  mais ces mouvements dépendent aussi de la différence d'humidité (hygronastie), de lumière (photonastie), de la variation jour/nuit (nyctinastie), de telle sorte qu'on ne peut dire où cesse la thermonastie et où commence les autres nasties.

## Mécanismes
Les mouvements thermonastiques proviennent de la modification brusque de la pression de turgescence dans les cellules impliquées dans le mouvement. La modification de la turgescence est due à une perte d'eau à la suite d'une expulsion d'ions potassium des cellules de l'apoplaste.

## Exemples
- On observe ce phénomène lorsqu'on prend une fleur coupée (rose, tulipe) conservée au réfrigérateur du fleuriste et qu'on l'apporte dans une pièce chauffée, en quelques minutes la fleur s'entrouvre et s'épanouit complètement.
- On l'observe aussi chez les crocus au printemps qui s'épanouissent au chaud soleil.